# Blink (Doctor Who)
"Blink" (intitulado "Não Pisque" no Brasil) é o décimo episódio da terceira temporada da série de ficção científica britânica Doctor Who, transmitido originalmente através da BBC One em 9 de junho de 2007. Foi dirigido por Hettie MacDonald e escrito por Steven Moffat, sendo baseado em um conto anterior escrito por Moffat para o Doctor Who Annual de 2006, intitulado "'What I Did on My Christmas Holidays' By Sally Sparrow".
No episódio, o alienígena viajante do tempo conhecido como o Doutor (David Tennant) fica preso em 1969 e tenta se comunicar com uma mulher em 2007, Sally Sparrow (Carey Mulligan), para impedir que os Anjos Lamentadores, criaturas semelhantes a estátuas, assumam o controle da máquina do tempo dele, a TARDIS. Sparrow e o irmão de sua melhor amiga, Larry Nightingale (Finlay Robertson), devem desvendar um conjunto de pistas enigmáticas enviadas através do tempo pelo Doutor, deixadas em ovos de Páscoa em vários DVDs.
Tanto o Doutor quanto sua acompanhante Martha Jones (Freema Agyeman) têm muito pouco tempo de tela nesta história, o que permitiu que outra fosse filmada simultaneamente; "Blink" é, consequentemente, às vezes chamado pelos fãs de um episódio "Doctor-lite". As cenas em Wester Drumlins foram filmadas em uma casa abandonada em Newport. Para criar os anjos, duas atrizes usaram maquiagem e próteses.
O episódio foi visto por 6,62 milhões de espectadores no Reino Unido e recebeu muitos elogios e é amplamente considerado um dos melhores episódios da série. Moffat ganhou os prêmios BAFTA Craft e BAFTA Cymru de Melhor Escritor, e o Prêmio Hugo de Melhor Apresentação Dramática, Forma Curta; enquanto por sua única atuação no programa, Mulligan ganhou o Prêmio Constellation de Melhor Performance Feminina em um Episódio de Televisão de Ficção Científica de 2007. Em 2009, o episódio foi eleito a segunda melhor história de Doctor Who pelos leitores da Doctor Who Magazine.

## Enredo
Em 2007, Sally Sparrow, intrigada por uma mensagem escrita para ela sob o papel de parede descascado da casa abandonada de Wester Drumlins sobre "os Anjos Lamentadores", explora o local uma segunda vez com sua amiga Kathy Nightingale. Kathy é enviada de volta no tempo para 1920 por uma estátua de anjo. Naquele momento, o neto dela, Malcolm, entrega uma carta para Sally sobre a longa vida que Kathy levou. Antes de sair, Sally pega uma chave pendurada na mão de uma estátua. Ela então visita o irmão de Kathy, Larry, para dizer a ele que Kathy o ama, como ela foi solicitada na mensagem. Larry explica que tem documentado um ovo de Páscoa em 17 DVDs diferentes contendo uma mensagem em vídeo de um homem tendo metade de uma conversa com o espectador, e dá dá a Sally a lista. Quatro estátuas a seguem até uma delegacia de polícia, onde eles capturam a TARDIS e mandam o detetive inspetor Billy Shipton de volta para 1969. O homem no ovo de Páscoa, um viajante do tempo chamado o Doutor, também foi enviado ao passado e pede a Billy para retransmitir uma mensagem décadas depois, que coloca o ovo de Páscoa nos DVDs. Em 2007, um Billy muito mais velho telefona para Sally e pede para visitá-lo em seu leito de morte no hospital. Antes de morrer, ele a instrui a olhar a lista, que é uma coleção de DVDs que Sally possuí.
Sally e Larry retornam para casa e visualizam o ovo de Páscoa em um leitor de DVD portátil. Sally descobre que pode conversar com o Doutor em 1969, pois ele possui uma cópia da transcrição completa que Larry está compilando naquele momento. O Doutor explica que alienígenas chamados Anjos Lamentadores se transformam em estátuas de pedra quando qualquer criatura viva os observa e o manda de volta para o passado quando tocam alguém. Ele teme que eles estejam buscando as vastas reservas de energia de sua máquina do tempo, a TARDIS.
Um Anjo Lamentador persegue Sally e Larry até o porão onde a TARDIS está e os dois usam a chave para entrarem nela e se esconderem lá dentro. Larry insere um DVD agora brilhante, que também funciona como um disco de controle, no console da máquina. A TARDIS retorna ao Doutor, deixando Sally e Larry para trás. Os Anjos, que estavam parados ao redor, são enganados para olhar um para o outro e são permanentemente congelados. Um ano depois, Sally conhece o Doutor antes que ele fique preso em 1969 e lhe entrega a transcrição e avisa que precisará dela.

## Produção

### Roteiro

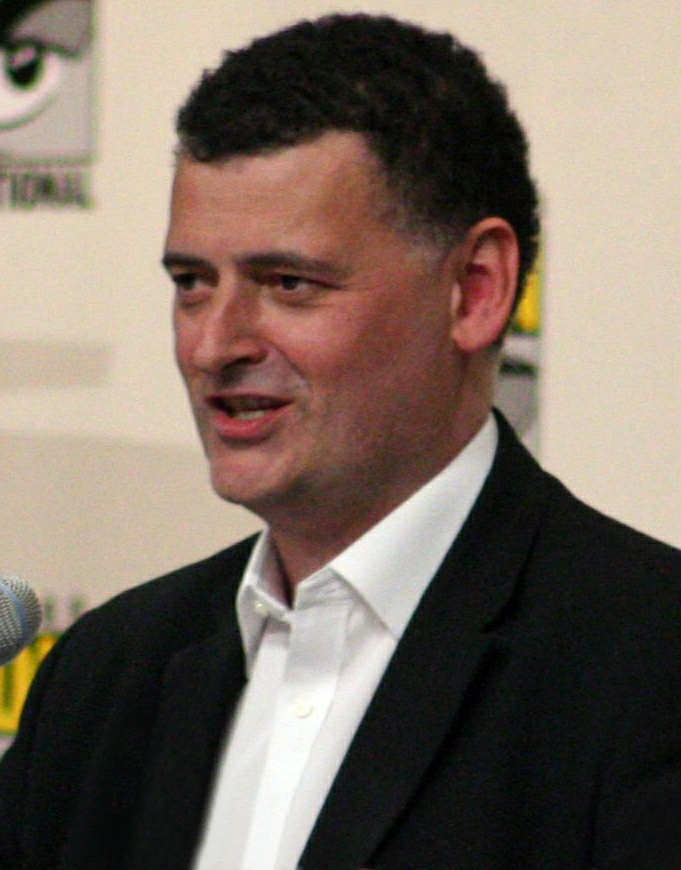
O episódio foi escrito por Steven Moffat.

"Blink" foi escrito por Steven Moffat. Parte da história é baseada em conto que ele havia escrito sobre o Nono Doutor no Doctor Who Annual de 2006 chamado "'What I Did on My Christmas Holidays' by Sally Sparrow". O conto é apresentado como uma redação de dever de casa de Sally, com apenas 12 anos, que encontra evidências da presença do Doutor no passado na casa de sua tia durante uma visita. "What I Did" inclui vários elementos que são reutilizados em "Blink", incluindo mensagens sob o papel de parede e um paradoxo ontológico envolvendo uma conversa entre Sally e o Doutor, pré-gravada em uma fita de vídeo, com base em uma transcrição escrita - a redação em si; no entanto, em vez dos Anjos Lamentadores, o conta apresenta o Doutor e a TARDIS inadvertidamente separados vinte anos no tempo por uma falha na máquina do tempo, e o Doutor é capaz de instruir Sally sobre como trazê-la de volta para ele no passado.
Moffat teve a ideia dos Anjos Lamentadores quando viu uma estátua de anjo em um cemitério durante as férias em família, e planejou usá-los para a quarta temporada nos episódios que se tornariam "Silence in the Library" e "Forest of the Dead". No entanto, após se retirar da escrita da primeira história de duas partes da terceira temporada, "Daleks in Manhattan" e "Evolution of the Daleks", que foram assumidos por Helen Raynor, Moffat se ofereceu para escrever o episódio "Doctor-lite" da temporada e optou por usar os Anjos no que se tornaria "Blink". Ele também se inspirou na brincadeira infantil de "estátua", que ele sempre achou "assustador". Murray Gold, o compositor da série, mais tarde comparou as criaturas aos animais topiários fantasmagóricos no romance de terror The Shining de Stephen King de 1977.
| “ | Tenho certeza que você se lembra que ter medo do escuro e dos monstros é basicamente um impulso infantil. Há sempre algo de infantil no terror... Os adultos nunca superam completamente os terrores da infância. Eles simplesmente se movem para outras áreas da nossa cabeça. Doctor Who não é um programa infantil, mas algo diferente: um programa para crianças. E muitos, muitos adultos que veem e gostam veem dessa forma: como algo parecido com Harry Potter. | ” |
|   | — Steven Moffat sobre como escrever ficção de terror para Doctor Who. |   |

"Blink" é a terceira história da série moderna a ser adaptada para a televisão pelo mesmo escritor de outra obra spin-off. Ela segue o arco de história "Human Nature" e "The Family of Blood", que foi adaptado por Paul Cornell de seu romance Human Nature de 1995; e "Dalek", que usou a premissa básica, bem como várias cenas e linhas de diálogo adaptadas por Robert Shearman de seu áudiodrama Jubilee de 2003. "Blink" é referido como um episódio "Doctor-Lite" porque o Doutor e sua acompanhante têm pouco tempo de tela. Isso permitiu que dois episódios fossem filmados simultaneamente, um processo conhecido como "double banking". A prática começou em 2006 com "Love & Monsters" e continuou em episódios seguintes como "Turn Left", "Midnight" e "The Girl Who Waited". Moffat afirmou que se sentiu relaxado quando estava escrevendo o roteiro, pois se caso fosse impopular, ele poderia culpar sua estrutura "Doctor-lite". Devido à agenda apertada do programa, "Blink" teve apenas uma reunião de roteiro.

### Filmagens

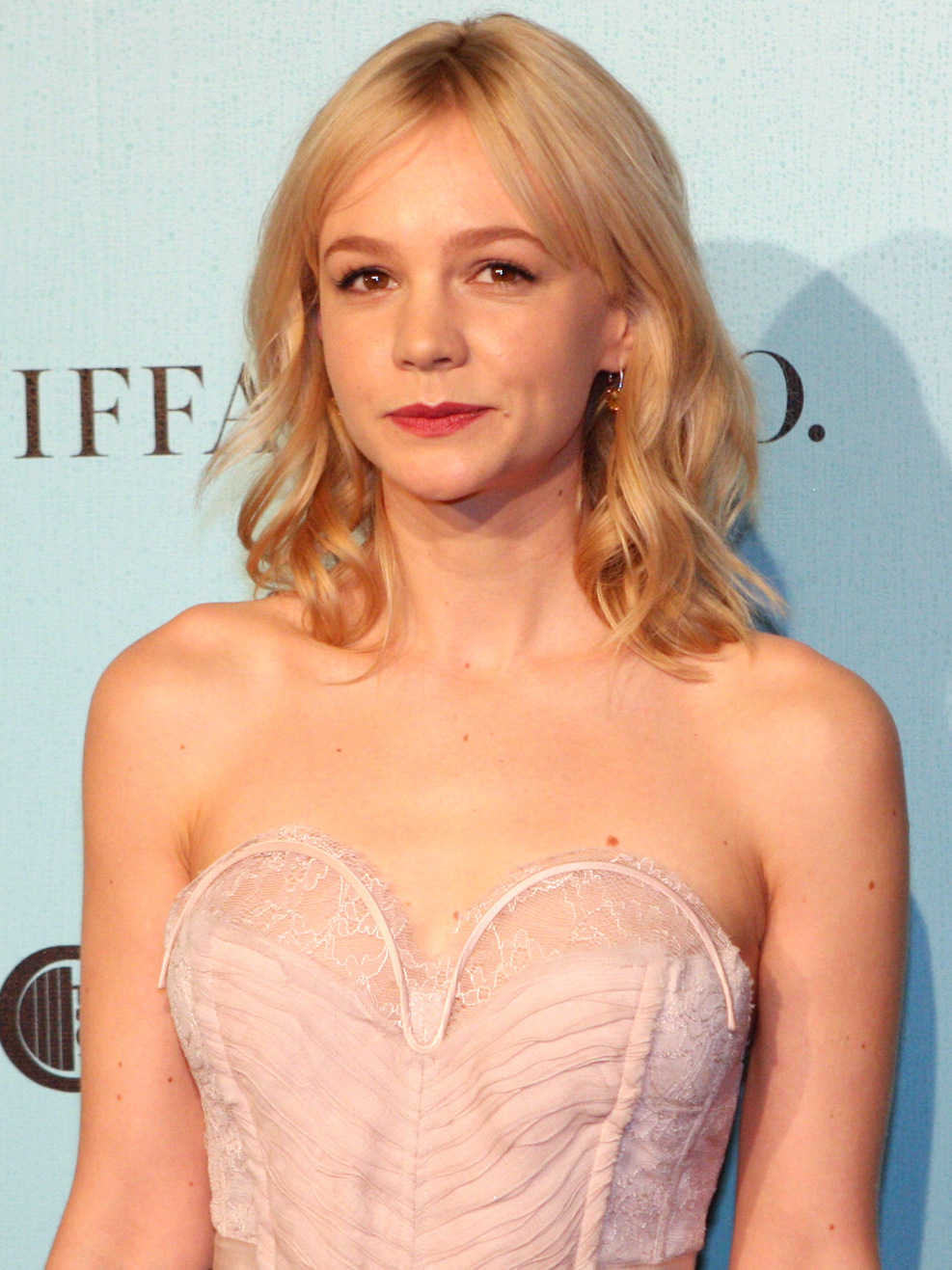
A atriz Carey Mulligan (vista aqui em 2013) apareceu no episódio como Sally Sparrow.

"Blink" foi dirigido por Hettie MacDonald, tornando-a a primeira diretora mulher de um episódio de Doctor Who desde o serial do Sexto Doutor, The Mark of the Rani, em 1985. Russell T Davies, o produtor executivo da série, observou mais tarde que, devido ao trabalho de MacDonald, o episódio incluiu alguns dos "mais belos [visuais] que já tivemos". A atriz britânica Carey Mulligan foi escolhida para interpretar Sally Sparrow; ela teria ficado em êxtase por ter sido escolhida para a série. Ela estava inicialmente preocupada com o fato de que David Tennant teria pouco tempo de tela, mas depois que o episódio foi ao ar ficou muito satisfeita com o resultado final.
As filmagens para cenas ambientadas na garagem da delegacia de polícia ocorreram no Coal Exchange e na Mount Stuart Square, na Baía de Cardiff, em 21 de novembro de 2006. A Fields House, localizada em Newport, foi usada como a Wester Drumlins. A casa já estava abandonada e caindo aos pedaços quando as equipes de filmagem chegaram. Moffat observou que "muito pouco dela foi modificada" para as gravações; ele mais tarde chamou o local de "a casa mais assustadora" que ele já tinha visto. O nome foi tirado de uma residência em que Moffat morou no final dos anos 1990. Larry descreve o local como " a casa do Scooby-Doo", uma referência às mansões dilapidadas que o grupo do Scooby-Doo costumava visitar. O BBC Fact File para o episódio observa que 1969 — o ano em que Martha, o Doutor e Billy são enviados — é o primeiro ano em que Scooby-Doo, Where Are You! foi ao ar.
Originalmente, os produtores consideraram que Michael Obiora interpretasse a versão jovem e velha de Billy Shipton. No entanto, foi decidido que Obiora com maquiagem pareceria muito falso, então Louis Mahoney foi escalado para interpretar a versão mais velha. Inicialmente, Obiora interpretou o papel com sotaque londrino; Mahoney, no entanto, tinha sotaque gambiano, então Obiora teve que redublar suas falas para combinar. Billy menciona que as janelas da TARDIS são do tamanho errado para uma cabine policial real. Em 2004, quando as primeiras fotos do adereço da TARDIS foram reveladas, houve uma discussão vigorosa sobre as dimensões da cabine no fórum de discussão de Doctor Who no Outpost Gallifrey, no qual alguns fãs reclamaram que as janelas eram muito grandes. Moffat confirmou que essa fala é uma piada interna dirigida ao fórum do Outpost Gallifrey.

### Efeitos
Moffat brincou que "desde que eu era criança, eu pensava em monstros de Doctor Who, só que agora quando eu penso, custa muito dinheiro ao departamento de arte". Para criar a estrutura rígida dos trajes dos anjos, os supervisores de próteses Rob Mayor embeberam o tecido em resina de fibra de vidro, que foi então pintada. Embora eles nunca sejam mostrados se movendo, todos os Anjos Lamentadores foram interpretados pelas atrizes Aga Blonska e Elen Thomas usando maquiagem e próteses. As atrizes usavam duas máscaras distintas: uma que parecia mais dócil e outra com as presas à mostra. Blonska mais tarde observou que estava "parcialmente pintada, parcialmente colada no traje, mas era bastante confortável". Embora as atrizes “oscilassem” um pouco quando ficavam paradas, os produtores usaram efeitos digitais para essencialmente congelar os anjos na tela. Moffat ficou muito satisfeito com os resultados e os chamou de "fantásticos". Mulligan mais tarde chamou os efeitos de "muito bons" e "realmente assustadores".
Para criar o efeito dos Anjos balançando a TARDIS, Mulligan e Finlay Robertson balançavam o adereço da cabine por dentro. O operador de câmera então movia a câmera na direção oposta à que os dois se jogavam. A cena em que o Doutor fala com Sally via DVD foi criada escrevendo a conversa, removendo as falas de Sally e depois fazendo David Tennant filmar suas falas. Então Moffat achou que essa filmagem pareceria mais "autêntica". O roteirista colocou diálogos no roteiro da cena em que o Doutor diz à Sally que pode ouvi-la na loja de DVD, pois sabia que as falas que apareceriam teriam "um duplo papel depois" e seriam autênticas e novas ambas as vezes. Murray Gold chamou as sequências de "o coração do quebra-cabeça chinês".

## Transmissão e recepção
"Blink" foi transmitido pela primeira vez no Reino Unido na BBC One em 9 de junho de 2007. A audiência noturna foi de 6,1 milhões de espectadores, que aumentaram para 6,62 milhões quando a audiência final consolidada foi divulgada. O episódio foi o sétimo mais assistido na BBC One naquela semana que terminou em 10 de junho e foi o episódio com menor audiência da terceira temporada de Doctor Who. Recebeu um Índice de Apreciação do público de 87, considerado "excelente". Em sua transmissão inicial, a inscrição "Um Ano Depois" foi exibida antes do desfecho do episódio. Na versão sindicalizada e em DVD, esta cena foi removida.
Um DVD da Região 2 contendo "Blink", "Human Nature" e "The Family of Blood" foi lançado em 23 de julho de 2007. Foi relançado como parte do boxset da terceira temporada completa de três DVDs em 5 de novembro de 2007.

### Recepção crítica e elogios

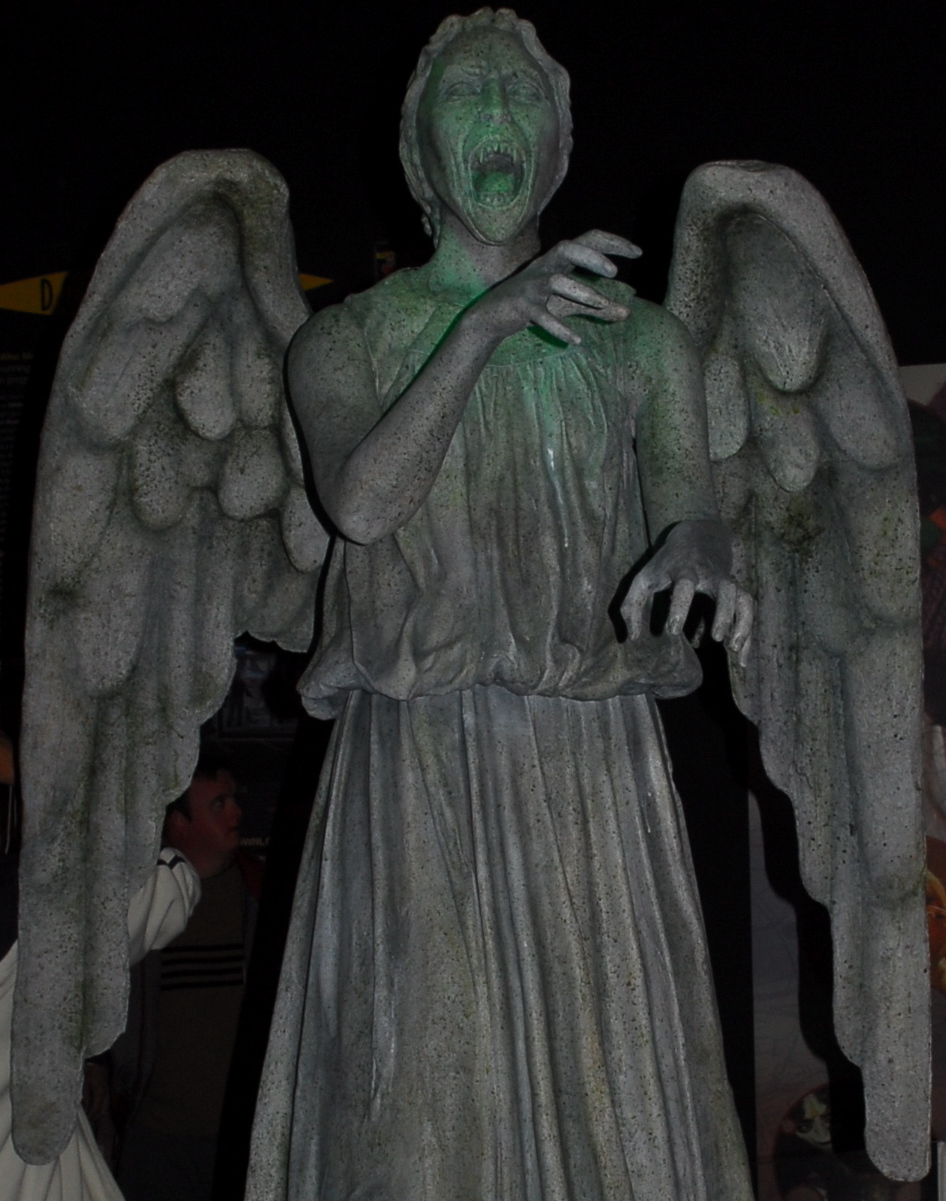
Os Anjos Lamentadores foram considerados por muitos revisores e fãs como um dos monstros mais assustadores da história de Doctor Who

"Blink" recebeu críticas positivas, com muitos enaltecendo a atuação, o roteiro, o nível de medo e os próprios Anjos Lamentadores. Stephen Brook, do The Guardian, chamou-o de um "episódio maravilhosamente assustador" que "finalmente fez sentido" apesar de "mal apresentar o Doutor e Martha". David Bradley, da SFX Magazine, concedeu a "Blink" cinco de cinco estrelas, dizendo que poderia ter apresentado qualquer um dos Doutores anteriores e previu que sua "atemporalidade" garantiria que "[fosse] considerado um dos melhores, mais assustadores e inteligentes episódios de Dcotor Who de todos os tempos". Travis Fickett, da IGN, deu ao episódio 9,1 de 10, elogiando a maneira como o público sentiu que conhecia Sally Sparrow há tempos, bem como a força da atuação de Mulligan, embora tenha notado que "todas as atuações neste episódio são excepcionais". Ele concluiu que "é difícil acreditar que tanto foi realizado em tão pouco tempo. A história não de um, mas de dois relacionamentos foi contada, várias linhas do tempo se cruzaram e um novo e assustador inimigo foi derrotado sem que o Doutor ficasse cara a cara com eles". Ross Ruedinger da Slant Magazine acreditava que o episódio não era apenas o melhor episódio de Doctor Who, mas também um ótimo episódio do gênero de ficção científica e de terror que poderia permitir que se destacasse. Ele também elogiou o conceito dos Anjos Lamentadores, bem como a "ternura da história e dos personagens" que eram "bastante intrincados, dado o quanto está acontecendo nesses 45 minutos". O The Daily Telegraph nomeou o episódio como um dos melhores de toda a série, observando que, embora o Doutor "esteja um pouco na periferia aqui", isso "contribui para a ameaça".
Muitos críticos consideram o episódio um dos melhores da era de David Tennant. Matt Wales da IGN nomeou-o o sexto melhor episódio deste período, enquanto Sam McPherson da TVOvermind o listou como o segundo melhor episódio do Décimo Doutor. Em 2011, antes da segunda metade da sexta temporada, o The Huffington Post rotulou "Blink" como um dos cinco episódios essenciais para novos espectadores assistirem. Os Anjos Lamentadores também receberam elogios da crítica. Em 2009, a SFX nomeou o clímax com os Anjos avançando sobre Sally e Larry como o momento mais assustador da história de Doctor Who, descrevendo-o como "uma combinação aterrorizante de conceito assustador e direção perfeita". Os Anjos Lamentadores ficaram em terceiro lugar no "Top Dez Novos Monstros Clássicos" de Neil Gaiman na Entertainment Weekly, enquanto a TV Squad os nomeou o terceiro personagem de televisão mais assustador. Eles também foram classificados como o terceiro melhor "vilão" em Doctor Who pelo The Daily Telegraph, atrás da Consciência Nestene e dos Daleks. Em 2009, a SFX listou os Anjos em sua lista de coisas favoritas do renascimento de Doctor Who, escrevendo, "Os. Monstros. Mais. Assustadores. De Todos os Tempos."
O escritor Steven Moffat recebeu os prêmios BAFTA Craft e BAFTA Cymru de 2008 de Melhor Escritor por seu trabalho neste episódio. "Blink" ganhou o Prêmio Hugo de Melhor Apresentação Dramática, Forma Curta, e Carey Mulligan recebeu o Prêmio Constellation de Melhor Performance Feminina em um Episódio de Televisão de Ficção Científica de 2007. O episódio também foi indicado ao Prêmio Nebula de Melhor Roteiro, mas perdeu para O Labirinto do Fauno de Guillermo del Toro.

### Legado
"Blink" também recebeu o prêmio de melhor história na enquete de 2007 da Doctor Who Magazine em 2007. Na enquete da mesma revista de 2009 para encontrar a melhor história de Doctor Who de todos os tempos, ela ficou em segundo lugar, depois da história final de Peter Davison, The Caves of Androzani. Em uma pesquisa da BBC de 2007 com votos de dois mil leitores da revista Doctor Who Adventures, os Anjos Lamentadores foram eleitos os monstros mais assustadores de 2007 com 55% dos votos; o Mestre e os Daleks ficaram em segundo e terceiro lugar com 15% e 4% dos votos. Em uma pesquisa de 2012 com mais de dez mil entrevistados conduzida pela Radio Times, os Anjos foram novamente eleitos o melhor monstro de Doctor Who com 49,4% dos votos. Na enquete de fãs da Doctor Who Magazine de 2014 sobre os melhores episódios de todos os tempos, "Blink" novamente ficou em segundo lugar, desta vez atrás do episódio de 2013 "The Day of the Doctor".
Moffat, depois de se tornar o escritor principal do programa em 2010, escreveu "The Time of Angels" e "Flesh and Stone" para a quinta temporada como uma sequência mais voltada para a ação que trouxe de volta os Anjos Lamentadores, acreditando que os monstros bons deveriam voltar com um estilo diferente de história. Eles também retornaram em "The Angels Take Manhattan" da sétima temporada do programa, apareceram no mini-episódio "Good as Gold", escrito por crianças para um concurso do Blue Peter e fizeram aparições especiais nos episódios "The God Complex", "The Time of the Doctor", "Hell Bent", "Revolution of the Daleks" e no final da primeira temporada do spin-off Class. Eles também aparecem no romance Touched by an Angel, da New Series Adventures, de Jonathan Morris. Eles retornaram para enfrentar a Décima terceira Doutora na 13.ª temporada, intitulada Flux.
Uma fala dita pelo Doutor, "Os Anjos têm a cabine telefônica", é repetida retoricamente por Larry e o leva a dizer "Eu tenho que colocar isso em uma camiseta". Como esperado por Moffat e Gold, isso levou varejistas online como ThinkGeek, e Zazzle, entre outros, a oferecer versões de tal produto para venda. Além disso, a linha "wibbly-wobbly timey-wimey" foi usada para descrever várias das complexas histórias de viagem no tempo de Moffat, como "Let's Kill Hitler" e "The Big Bang". A linha também foi referenciada no primeiro episódio da quinta temporada, "The Eleventh Hour", quando o Décimo primeiro Doutor (Matt Smith) examina a rachadura na parede da jovem Amelia Pond (Caitlin Blackwood) com sua chave de fenda sônica. A BBC America criou uma série de quatro especiais antes da estreia da sétima temporada de Doctor Who, incluindo um intitulado "The Timey-Wimey Stuff of Doctor Who".
A banda britânica de "Timelord rock " Chameleon Circuit, composta pelos blogueiros do YouTube Alex Day e Charlie McDonnell, entre outros, escreveu uma música sobre o episódio, também intitulada "Blink", e a lançou em seu álbum de estreia homônimo.